# Ghévond d'Erast
Ghévond d'Erast ou Erastetsi (en arménien Ղևոնդ Եռաստեցի ; mort en 548) est un catholicos de l'Église apostolique arménienne de 545 à 548.

## Biographie
Originaire du village d'Erast dans le canton d'Arberaney (ou Arberani, en Vaspourakan), Ghévond succède en 545 au catholicos Kristapor Ier de Tiraritch. Fidèle aux principes du premier concile de Dvin de 506, il meurt en 548 et est suivi sur le trône catholicossal par Nersès II de Bagrévand.